# E. Inman Fox
Edward Inman Fox (Nashville, Tennessee, 22 de agosto de 1934-ibíd., 27 de julio de 2008) fue un hispanista y profesor universitario estadounidense, especialista en la literatura y la historia intelectual española en torno a la crisis de finales del siglo XIX y primeras décadas del siglo XX.

## Biografía
Licenciado por la Universidad de Vanderbilt, obtuvo el doctorado en Lengua y literatura románicas por la Universidad de Princeton (1961).
Fue profesor en distintas universidades estadounidenses —las mismas Vanderbilt y Princeton, la Universidad de Massachusetts, el Vassar College, donde fue decano, el Knox College de Princeton— y terminó su carrera como profesor en la Universidad de Northwestern (1998), donde fue jefe del Departamento de Estudios Hispánicos. Durante el tiempo que permaneció en el Knox College, fue también presidente del mismo y triplicó la capacidad de financiación del centro. Obtuvo la beca Wilson en Vanderbilt y la Fulbright Scholarships en dos ocasiones, en Francia y en España.
Fue autor de una quincena de obras y de numerosos artículos en revistas académicas, la mayoría de ellos en relación con autores españoles de la llamada Generación del 98, en primer término de José Martínez Ruiz, Azorín, de quien fue un destacado investigador y renovador de su interpretación crítica. Pero también de Miguel de Unamuno, Ángel Ganivet, Pío Baroja o Ramiro de Maeztu. De ellos hizo ediciones de sus obras más célebres, pero sobre todo —como en el caso de Maeztu— de sus textos menos conocidos. De José Ortega y Gasset trató de reconstruir su proyecto juvenil de "meditaciones" —solo desarrollado de forma fragmentaria— en una meticulosa edición donde recogió y ordenó los diferentes textos según el planteamiento originario del filósofo.
Por sus contribuciones al conocimiento, fuera y dentro de España, de la cultura del país, fue galardonado con la Orden de Isabel la Católica y la Medalla de Oro al mérito en las Bellas Artes por el gobierno de España.

## Obras
Como autor
- Azorín as a literary critic, Nueva York, Hispanic Institute in the United States, 1962. (OCLC 1147506)
- La crisis intelectual del 98, Madrid, Editorial Cuadernos para el Diálogo, 1976. (ISBN 84-229-0198-6)
- Ideología y política en las letras de fin de siglo (1898), Madrid, Espasa-Calpe, 1988. (ISBN 84-239-1872-6)
- Azorín: guía de la obra completa, Madrid, Castalia, 1992. (ISBN 84-7039-639-0)
- La invención de España. Nacionalismo liberal e identidad nacional, Madrid, Cátedra, 1997. (ISBN 84-376-1509-7)
- Ensayos sobre la obra de Azorín, Alicante, Caja de Ahorros del Mediterráneo, 2000.

Como editor
- José Martínez Ruiz, Azorín: La voluntad, Madrid, Castalia, 1969 (3ª ed., 1981). (ISBN 84-7039-233-X)
- José Martínez Ruiz, Azorín: Antonio Azorín, Barcelona, Labor, 1970. Reedición: Madrid, Castalia, 1992. (ISBN 84-7039-654-4)
- Ramiro de Maeztu: La guerra del Transvaal y los misterios de la banca de Londres, Madrid, Taurus, 1974.
- Ramiro de Maeztu: Artículos desconocidos (1897-1904), Madrid, Castalia, 1977.
- Ramiro de Maeztu: Liberalismo y socialismo. Textos fabianos de 1909-1911, Madrid, Centro de Estudios Constitucionales, 1984.
- José Ortega y Gasset: Meditaciones sobre la literatura y el arte (La manera española de ver las cosas), Madrid, Castalia, 1987. (ISBN 84-7039-516-5)
- Pío Baroja: Aventuras, inventos y mixtificaciones de Silvestre Paradox, Madrid, Espasa-Calpe, 1989.
- Azorín: Castilla, Madrid, Espasa-Calpe, 1990. (ISBN 84-239-7254-2)
- Ángel Ganivet: Idearium español con El porvenir de España, Madrid, Espasa-Calpe, 1990. (ISBN 84-239-1925-0)
- Pío Baroja: El árbol de la ciencia, Madrid, Cátedra, 1996 (Ed. de Pío Caro Baroja con nuevas notas de E. Inman Fox).